# شامبول بینه
شامبول بینه (به لاتین: Şambulbinə) یک منطقه مسکونی در جمهوری آذربایجان است که در شهرستان بالاکن واقع شده‌است.